# ギルモア駅 (LRT)
ギルモア駅（ギルモアえき、英語: Gilmore station）は、フィリピン・マニラ首都圏のケソン市にあるマニラLRT2号線の駅である。駅名は近くを通るギルモア通りに由来しており、その通り名は1922年から1929年までフィリピン副総督を務め、フィリピン総督代理を2度務めたユージン・アレン・ギルモアに由来している。

## 歴史
- 2004年4月5日 - 開業。

## 駅構造
相対式ホーム2面2線を有する高架駅である。

## 駅周辺
- SYKES Asia, Inc. (K-Pointe site)

- 学校
  - セントポール大学　ケゾンキャンパス (英語：St. Paul University)
  - セントジョセフ大学 (英語：Saint Joseph's College)
- Robinsons Magnolia

## ギャラリー

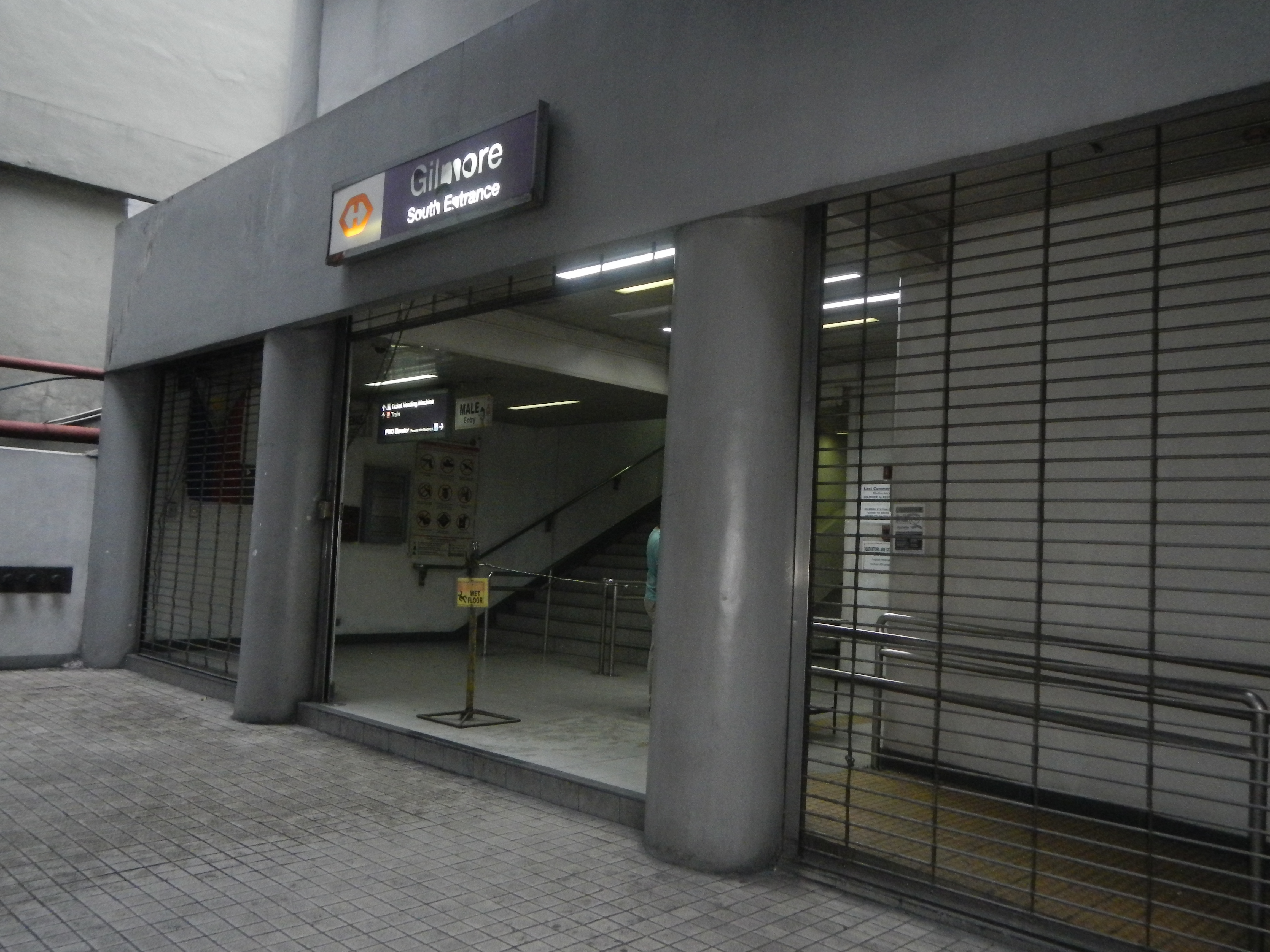
駅入口
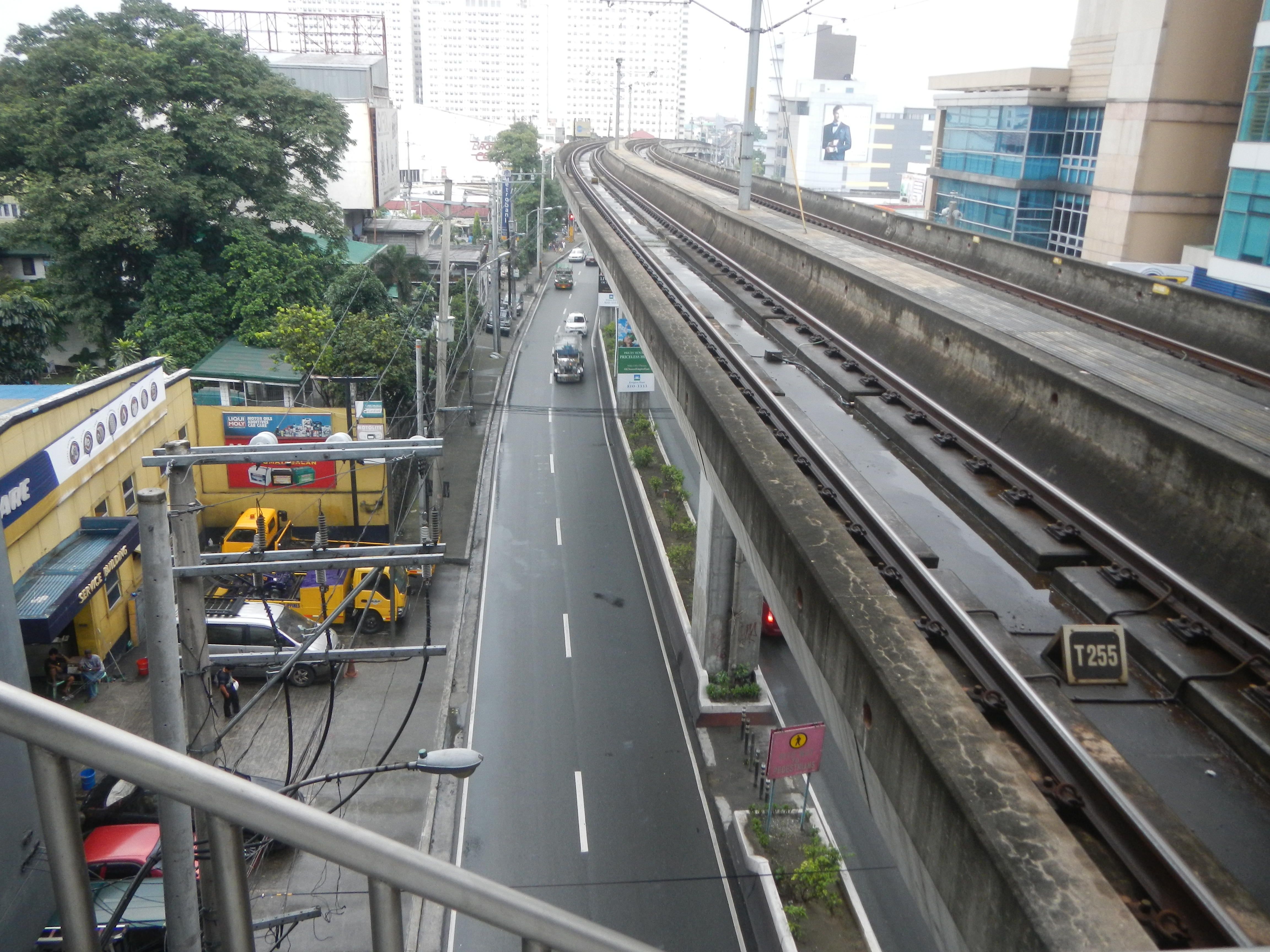
プラットホームからの風景
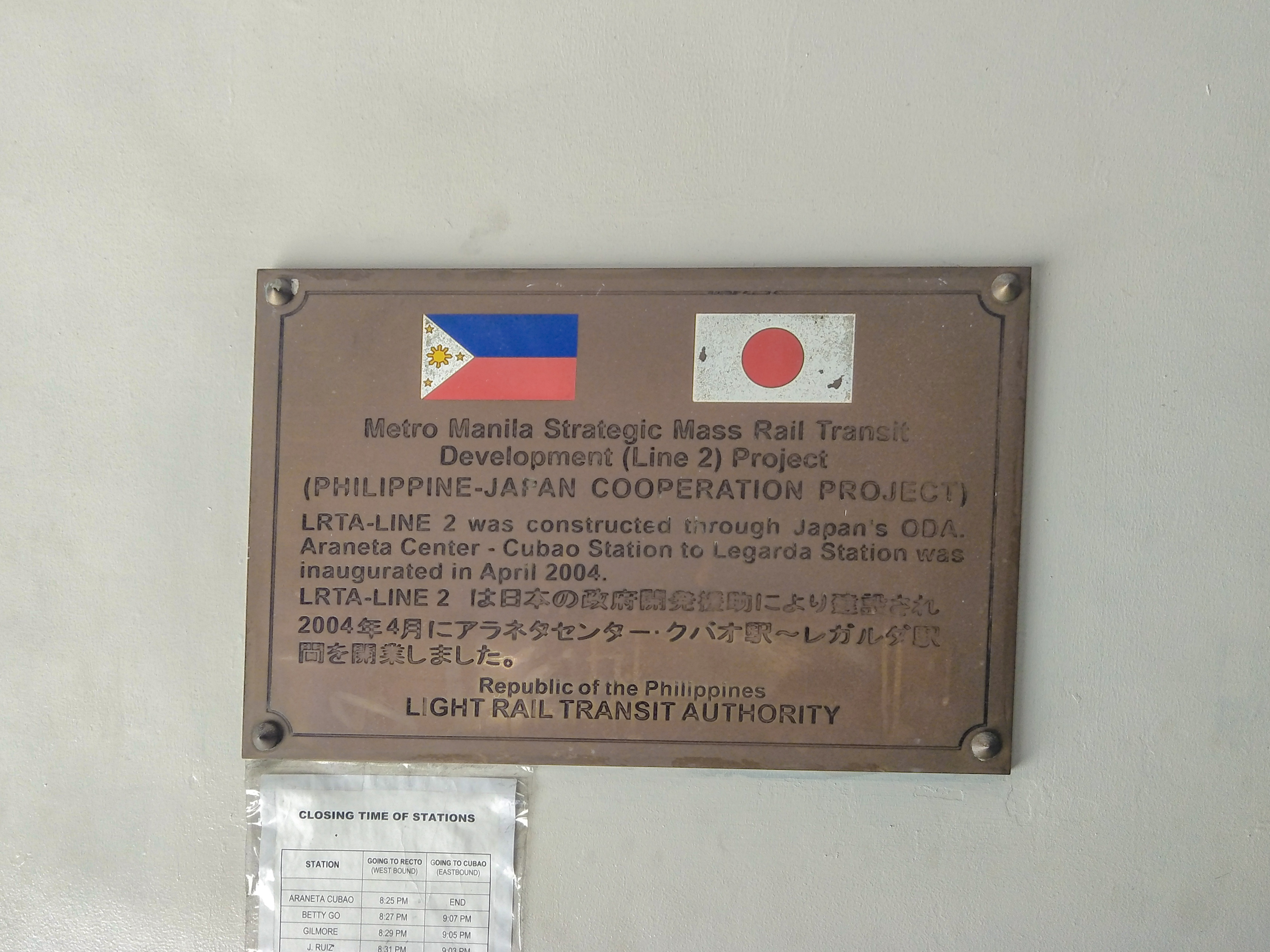
開通記念プレート